# Счёт движения капиталов
Счёт движения капиталов, баланс движения капиталов — раздел платёжного баланса страны, один из субсчетов системы национальных счетов, отражающий движение непроизведённых активов и капитальных трансфертов между страной и остальным миром.
Исторически в баланс движения капиталов включались как капитальные трансферты, так и прямые и портфельные инвестиции, полученные институциональными единицами и секторами экономики из других стран и направленные в другие страны. Соответствующие рекомендации содержались в «Системе национальных счетов» (3-я редакция 1993 года) и «Руководстве по платёжному балансу и международной инвестиционной позиции» (5-я редакция 1993 года). Однако в новых редакциях этих документов, выпущенных МВФ, ООН и другими международными организациями в 2008—2009 годах, из баланса движения капиталов был выделен в качестве самостоятельного раздела платёжного баланса так называемый «финансовый счёт» для отражения прямых и портфельных инвестиций, иных инвестиций и заимствований.
В соответствии с Главой 13 РПБ6 на счёте движения капиталов отражаются:
- приобретение и выбытие непроизведённых нефинансовых активов (природные ресурсы и гудвилл);
- капитальные трансферты — операции, при которых одна сторона передаёт другой право собственности на актив (кроме денежных средств и товарно-материальных запасов), не получая взамен никакого возмещения — например, инвестиционный грант или если кредитор прощает обязательство.